# وكالة الاستخبارات الوطنية (بلغاريا)
وكالة الاستخبارات الدولة (SIA) ( البلغارية : „ ржавна агенция „Разузнаване “ ، Durjavna Agencia Razuznavane ) هي خدمة استخبارات أجنبية بلغارية ، تحصل على العمليات وتحللها وتزودها بالقيادة والاستخبارات والتقييمات والتحليلات والتنبؤات المتعلقة الأمن القومي والمصالح والأولويات لجمهورية بلغاريا .

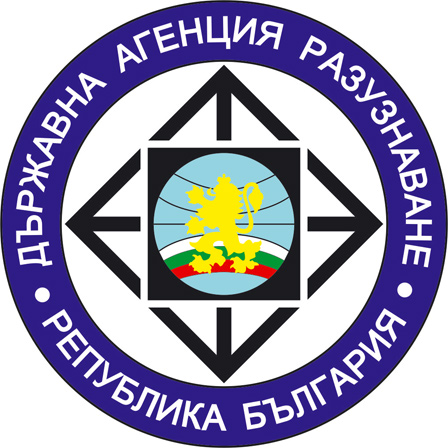
خاتم وكالة المخابرات الحكومية

## روابط خارجية
- الموقع الرسمي